# Yevgueniya Seledtsova
Yevgueniya Seledtsova –en ruso, Евгения Селедцова– (19 de octubre de 1987) es una deportista rusa que compitió en biatlón. Ganó una medalla de plata en el Campeonato Europeo de Biatlón de 2012, en la prueba por relevos.

## Palmarés internacional
| Campeonato Europeo | Campeonato Europeo   | Campeonato Europeo | Campeonato Europeo |
| Año                | Lugar                | Medalla            | Prueba             |
| ------------------ | -------------------- | ------------------ | ------------------ |
| 2012               | Osrblie (Eslovaquia) | Medalla de plata   | Relevos            |